# Campeonato Europeo de Rugby League 1975
El Campeonato Europeo de Rugby League de 1975 fue la decimoséptima edición del principal torneo europeo de Rugby League.

## Equipos
- Francia
- Gales
- Inglaterra

## Posiciones
| Equipo     | Encuentros | Encuentros | Encuentros | Encuentros | Tantos  | Tantos    | Tantos     | Puntos |
| Equipo     | jugados    | ganados    | empatados  | perdidos   | a favor | en contra | diferencia | Puntos |
| ---------- | ---------- | ---------- | ---------- | ---------- | ------- | --------- | ---------- | ------ |
| Inglaterra | 2          | 2          | 0          | 0          | 23      | 17        | +6         | 4      |
| Gales      | 2          | 1          | 0          | 1          | 29      | 20        | +9         | 2      |
| Francia    | 2          | 0          | 0          | 2          | 17      | 32        | -15        | 0      |

Nota: Se otorgan 2 puntos al equipo que gane un partido, 1 al que empate y 0 al que pierda.
|  | Campeón |

## Resultados
| 19 de enero | Francia | 9 - 11 | Inglaterra |  |  |

| 16 de febrero | Gales | 21 - 8 | Francia |  |  |

| 25 de febrero | Inglaterra | 12 - 8 | Gales |  |  |

| Bandera de Inglaterra |
| Campeón Inglaterra    |
| Octavo título         |